# 米哈伊爾·克拉夫丘克

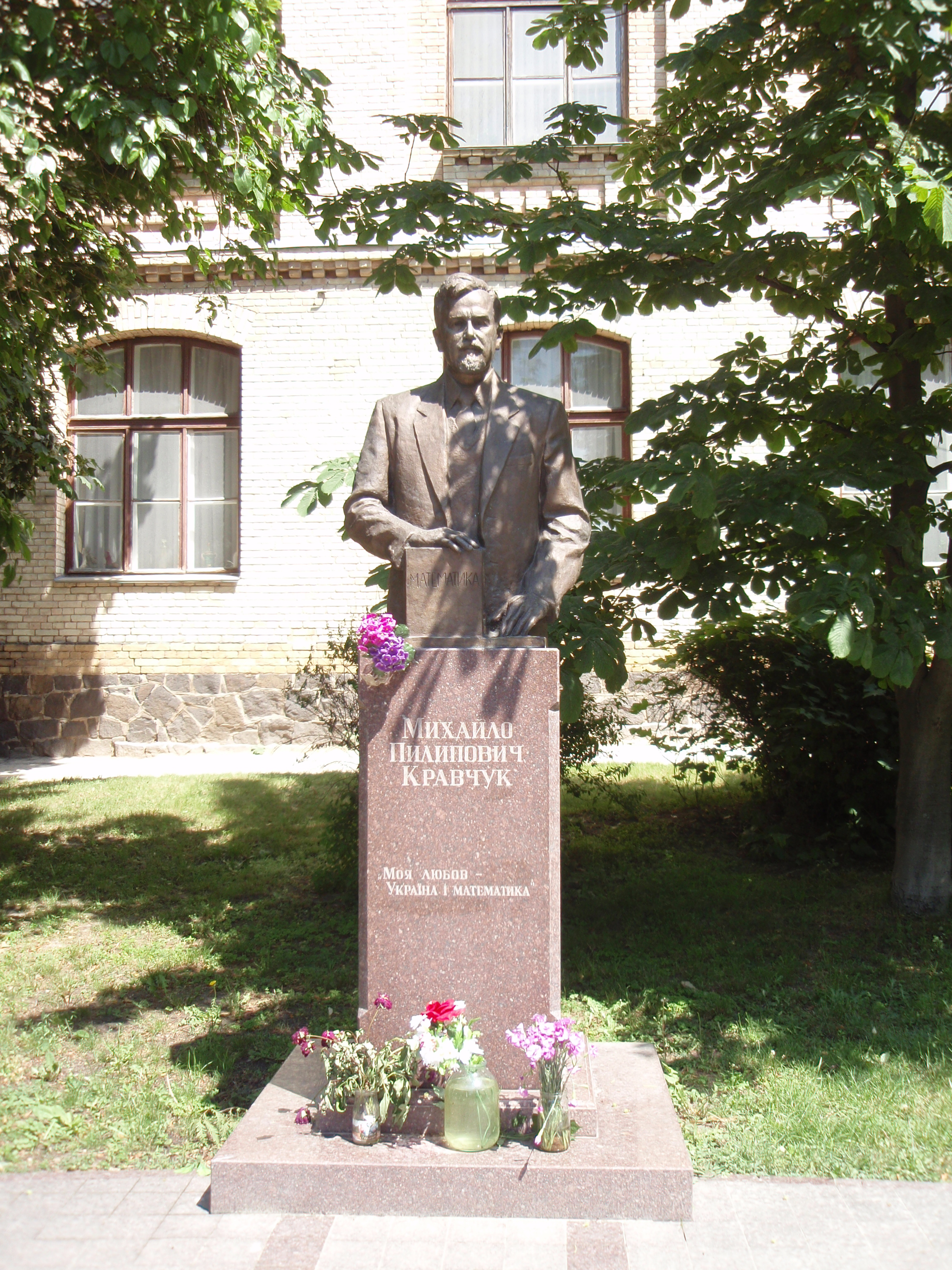
米哈伊爾·克拉夫丘克在基輔理工學院的紀念銅像

米哈伊爾·菲利波維奇·克拉夫丘克（烏克蘭語：Миха́йло Пили́пович Кравчу́к，羅馬化：Mykhailo Pylypovych Kravchuk，1892年9月27日—1942年3月9日），是一名蘇聯數學家，其撰寫了約180篇關於數學的文章。
克拉夫丘克主要撰寫關於微分方程和積分方程的論文，研究其理論及應用。他的兩卷本關於矩法求解線性微分和積分方程的專著約在1938年－1942年被约翰·文森特·阿塔纳索夫翻譯，他發現這項工作對他的計算機項目（阿塔纳索夫-贝瑞计算机）很有幫助。他的學生克拉夫迪亞·拉特謝娃是第一位獲得數學和物理科學博士學位的烏克蘭女性。
克拉夫丘克在基輔理工學院擔任數學系主任。他的課程聽眾包括謝爾蓋·科羅廖夫、阿爾希普·留里卡及弗拉基米爾·切洛梅，他們都是未來領先的火箭和噴氣發動機設計師。1938年2月23日，克拉夫丘克被蘇聯祕密警察以政治與間諜罪名逮捕。1938年9月，他被判處20年的監禁。1942年3月9日，克拉夫丘克死於科雷馬的古拉格集中營。1956年9月，他被追認為無罪釋放。
1992年，克拉夫丘克被追授為烏克蘭國家科學院院士。他是克拉夫楚克多项式和克拉夫丘克矩陣的名祖。

## 外部連結
- 维基共享资源上的相關多媒體資源：米哈伊爾·克拉夫丘克
- MacTutor biography （页面存档备份，存于）
- Biography page(this uses the transliteration Mikhail Krawtchouk, which is phonetic for Francophones, and under which he published work) []
- Ukrainian biographical website （页面存档备份，存于）
- Krawtchouk Polynomials Home Page
- I. Katchanovski, Krawtchouk's Mind Biographical article （页面存档备份，存于）
- Video about Mykhailo Pylypovych Kravchuk
- S. Hrabovsy, Mykhailo Kravchuk, a mathematician, patriot and precursor of computers, Welcome to Ukraine, 4, 2003 （页面存档备份，存于）
- N. Virchenko, Life and death of Mykhailo Kravchuk, a brilliant mathematician, Welcome to Ukraine, 2, 2008 （页面存档备份，存于）
- INTERNATIONAL MATHEMATICAL KRAVCHUK CONFERENCE （页面存档备份，存于）